# Wahrhaftigkeit
Wahrhaftigkeit ist eine vom Individuum sowohl kognitiv als auch emotional verantwortete innere Haltung, die das Streben nach Wahrheit beinhaltet. Wahrhaftigkeit ist keine Eigenschaft von Aussagen, sondern bringt das Verhältnis eines Menschen zur Wahrheit oder Falschheit von Aussagen zum Ausdruck. Die Wahrhaftigkeit kann falsche Aussagen nur durch einen Irrtum hervorbringen. Zur Wahrhaftigkeit gehört die Bereitschaft, für wahr Gehaltenes zu überprüfen.
Wahrhaftigkeit bezeichnet das subjektive „Für-wahr-Halten“ der eigenen Aussage in einem konkreten Kontext.

## Definitionen
Nach Otto Friedrich Bollnow wendet sich die Wahrhaftigkeit nach innen, das heißt, sie lebt in der Beziehung des Menschen zu sich selbst: „Sie bedeutet die innere Durchsichtigkeit und das freie Einstehen des Menschen für sich selbst. […] Eine ehrliche Lüge ist etwas anderes als eine Unwahrhaftigkeit. […] Die Unwahrhaftigkeit aber setzt da ein, wo der Mensch sich selbst etwas vormacht, wo er auch sich selbst gegenüber nicht zugibt, dass er lügt, wo er sich die Verhältnisse vielmehr so zurecht legt, dass er sich selbst gegenüber den Schein der Ehrlichkeit wahrt. […] Viel gefährlicher aber wird es, wenn er sich die Verhältnisse so zurecht legt, dass er seine Aussage und sein Verhalten verantworten zu können glaubt.“ (Otto Friedrich Bollnow: Wesen Text. Wickert, S. 229 ff.)
Wahrhaftigkeit im christlich-judaistischen Kontext lässt sich im Wesentlichen über die gesellschaftlichen Normen hinausgehend vom biblischen Verständnis ableiten und hat ihren Ursprung in der Verbindung zu Gott/Jesus Christus („Ich bin […] die Wahrheit“, Joh 14,6 ), alttestamentlich in den 10 Geboten („Du sollst nicht falsch Zeugnis ablegen […]“ – also nicht die Unwahrheit sagen). In diesem Sinne wurde die heranwachsende Generation des christlichen Kulturkreises sozialisiert. Comenius, John Locke und August Hermann Francke gaben die Leitideen vor. Namentlich in der deutschen Pädagogik der Aufklärung im ausgehenden 18. Jahrhundert wurde die Wahrhaftigkeit als eine Grundforderung herausgestellt. Philosophisch betrachtet verbinden sich Ehrlichkeit und Wahrhaftigkeit mit dem in allen Menschen vorhandenen Gewissen, das einen grundsätzlichen Kompass über das Wissen von falsch und richtig implementiert.
Albert Schweitzer sieht in der Wahrhaftigkeit (hier im Sinne der Authentizität) vor allem die Treue zu sich selbst: „Tatsächlich aber ist es die Ehrfurcht, die wir unserem eigenen Dasein entgegenzubringen haben, die uns anhält, uns immer selber treu zu bleiben, indem wir auf jede Verstellung, von der wir in dieser oder jener Lage Gebrauch gemacht hätten, verzichten, und im Kampfe, durchaus wahrhaftig zu bleiben, nicht erlahmen.“ (Albert Schweitzer: Die Lehre der Ehrfurcht vor dem Leben. S. 31.)
Nach Immanuel Kant steht mit der Wahrheit (hier im Sinne der Ehrlichkeit und Aufrichtigkeit) zugleich die Würde des je anderen auf dem Spiel, weil die Lüge dem Gebot der Selbstachtung widerstreitet, die wir Menschen als Vernunftwesen voreinander haben und auch bewahren sollen. Daher verletzt die Lüge die Würde der menschlichen Person. Das Fundament der Kant’schen Philosophie, der Gedanke der „Pflicht“, die Wahrhaftigkeit, ist auch als die ausnahmslose „Pflicht“ zur unbedingten Wahrheit zu verstehen, nach Kant handelt es sich bei ihr um ein „Vernunftgebot“.
Nach Ulrich Wickert heißt Wahrhaftigkeit in politischer Verantwortung, sich nicht nach der Mehrheit oder Meinungsumfragen zu richten, sondern sein Handeln ausschließlich an Vernunft haftlicher Verantwortung zu orientieren, jedem populistischen Zeitgeist abzuschwören: „es bedeutet, Angst nicht zu schüren oder, wo sie herrscht, sie zu bekämpfen, statt mit der Angst Politik zu treiben. Angst schaltet das Denkvermögen aus.“ (Ulrich Wickert: Das Buch der Tugenden. S. 150.)
Jürgen Habermas unterscheidet in seiner Theorie des kommunikativen Handelns mit Rückgriff auf die Sprechakttheorie verschiedene Geltungsansprüche: Wahrheit, Richtigkeit von Handlungsnormen, Angemessenheit von Wertstandards, Wahrhaftigkeit und Verständlichkeit. Auf der Ebene der subjektiven Wahrhaftigkeit erhebt der „Sprecher“ den Anspruch, dass „die manifeste Sprechintention so gemeint ist, wie sie geäußert wird.“

## Zitate
„Ehebruch, Tötung eines ungeborenen Kindes, Lüge, Betrug, Benachteiligung anderer oder schwerer Diebstahl sind Anzeichen dafür, daß Treue, Lebensrecht, Wahrhaftigkeit, Achtung der Person und des Eigentums anderer aus dem Blick geschwunden sind.“

## Publikationshinweise

### Allgemein
- Otto Friedrich Bollnow: Wesen und Wandel der Tugenden. ISBN 3-548-35130-1
- Friedrich Koch: Der Kaspar-Hauser-Effekt. Über den Umgang mit Kindern. Opladen 1995. ISBN 978-3-8100-1359-0
- Ulrich Wickert: Das Buch der Tugenden. ISBN 3-455-11045-2
- Eva Neuner/Holger Niemeyer: Wagnis Wahrhaftigkeit – Ein Manifest. ISBN 3-938262-31-1

### Wahrhaftigkeit und Recht
- Friedrich Wilhelm von Westphalen: Die Grenzen des Wortgebrauchs, die Wahrhaftigkeit und das Recht. In: AnwBl. 2004, S. 665